# Koszmosz–1001
A Koszmosz–1001 (oroszul: Космос–1001, a szovjet Szojuz 7K–SZT típusú űrhajó személyzet nélküli tesztrepülése volt 1978 áprilisában.

## Rendeltetése
A katonai Szojuz 7K–SZ-en alapuló módosított, 7K–SZT (11F732) jelű szállítóűrhajó volt. Az űrállomások kiszolgálására szánt űrhajóba a katonai Szojuz-programhoz kidolgozott új rendszereket építették be, így pl. az Argon–16 típusú számítógéppel ellátott digitális repülésirányító rendszert. Emellett módosították a visszatérő egység belső elrendezését is, melyet háromfős személyzet elhelyezésére tettek alkalmassá. Akkumulátorai 14 napos működést biztosítottak. A Szojuz 7K–SZT-vel további egy személyzet nélküli tesztrepülést végeztek Koszmosz–1074 jelzéssel. A 7K–SZT űrhajót később a személyzettel végrehajtott repülés során már Szojuz–T típusjelzéssel használták.

## Repülés jellemzői
1978. április 4-én indították a Bajkonuri űrrepülőtérről egy Szojuz–U (11А511U) hordozórakétával. Az alacsony Föld körüli pályára állított 6850 kg tömegű űrhajó keringési ideje 88,7 perc, a pályasík inklinációja 51,63° volt. A pályamagasság a perigeumban 199 km, az apogeumban 228 km volt. Április 15-én belépett a légkörbe, visszatérő modulja ejtőernyővel ért Földet.